# Asplenium glandulosoides
Asplenium glandulosoides là một loài dương xỉ trong họ Aspleniaceae. Loài này được Á. Löve & D. Löve mô tả khoa học đầu tiên năm 1977.
Danh pháp khoa học của loài này chưa được làm sáng tỏ. 